# James Carter Gaudino
James Raymond Carter Gaudino (New York, 27 marzo 1964) è un ex cestista e allenatore di pallacanestro portoricano.

## Carriera
Con Porto Rico ha disputato i Giochi olimpici di Barcellona 1992, tre edizioni dei Campionati mondiali (1990, 1994, 1998) e cinque dei Campionati americani (1989, 1992, 1993, 1997, 1999).

## Palmarès
- USBL All-Defensive Team (1986)